# 加尔姆斯比尔
加尔姆斯比尔（德語：Galmsbüll）是德国石勒苏益格－荷尔斯泰因州的一个市镇。总面积49.05平方公里，总人口671人，其中男性331人，女性340人（2011年12月31日），人口密度14人/平方公里。